# Działki Leśne
Działki Leśne (kaszb. Lasné Dzélczi) – dzielnica Gdyni granicząca z następującymi dzielnicami tegoż miasta: Grabówek (od północy), Śródmieście (od wschodu), Wzgórze Św. Maksymiliana (od południa) oraz Witomino-Radiostacja (od zachodu).
Wraz z Obłużem i Witominem, Działki Leśne zostały włączone w granice administracyjne Gdyni w 1933.

## Historia
Najmłodsza dzielnica przedwojennej Gdyni w obręb miasta wchodzi od 1933 roku. W latach 1928–1933 nazywana była Chylońskimi Działkami Leśnymi. Dynamicznie rozwijające się miasto potrzebowało wolnych terenów pod zabudowę. Ze względu na jego ukształtowanie i prywatną własność gruntów, w planach przewidywano głównie tereny należące do państwa i otaczające Gdynię od strony zachodniej. Były to obszary leśne, położone na krawędzi wysoczyzny polodowcowej. Wchodziły w skład nadleśnictwa chylońskiego. W związku z tym, iż były to obszary dziewicze – nieuzbrojone przygotowanie ich pod zabudowę wiązało się z dużymi kosztami. Koszty te potęgowały znaczne różnice poziomów, gdyż np. w odległości ok. 350 m na zachód od ulicy Tatrzańskiej, na wysokości ulicy Słupeckiej w lesie jest punkt wznoszący się 103 m n.p.m.
Wspomnianymi terenami jako odpowiednimi pod zabudowę władze miasta interesowały się już od 1926 r. Chodziło między innymi o zapobieżenie dzikiej parcelacji oraz o stworzenie warunków do budowy własnych domów mieszkalnych, by w ten sposób utrudnić spekulację mieszkaniami i przyczynić się do obniżki czynszu w mieście.
W 1931 r. zatwierdzony został stan ogólny, który przewidywał budowę dzielnicy dla "średnio zamożnej grupy mieszkańców". Włączone w obszar miasta Działki Leśne miały 294 hektary powierzchni, a podziałem zajęło się Towarzystwo Budowy Osiedli. Energicznie przystąpiono do zabudowy nowych terenów i już w 1933 roku z wytyczonych 335 działek budowlanych sprzedanych zostało 250, a do 1934 roku wydano 142 zezwolenia na budowę domów mieszkalnych i 50 prowizorycznych.

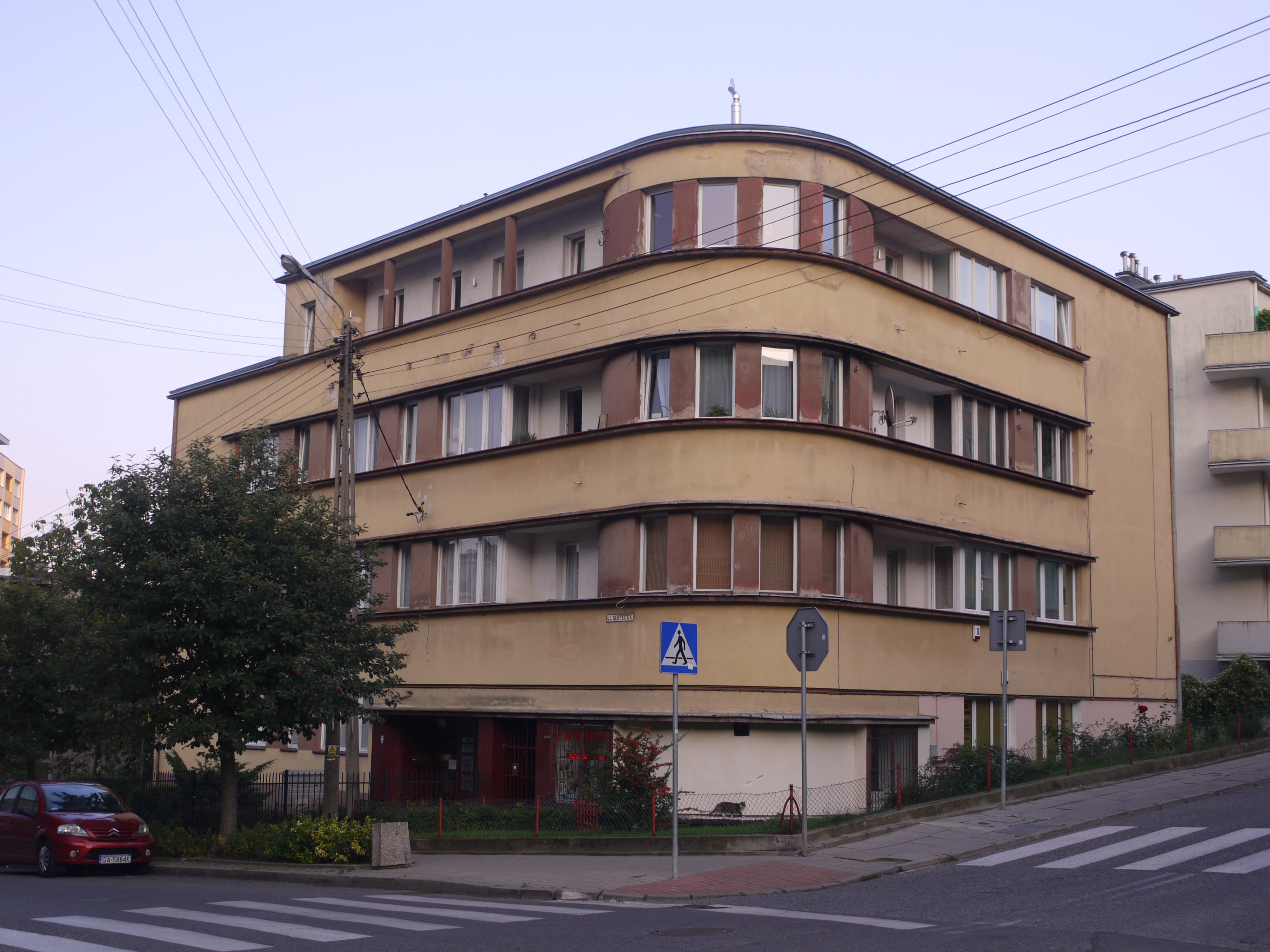
Modernistyczna kamienica, ul. Słupecka 9

W 1936 roku Działki Leśne liczyły prawie 4,5 tysiąca mieszkańców oraz posiadały 295 budynków. Gdyńskie Działki Leśne, w których ulice biegną dolinami erozyjnymi lub parowami (ul. Leśna (obecnie ul. Wolności), Słupecka, Nowogrodzka, Witomińska), do wybuchu  II wojny światowej zostały niemal kompletnie zabudowane. Jednym z wybudowanych wówczas budynków jest modernistyczna kamienica wg proj. Stanisława Ziołowskiego przy ul. Słupeckiej 9, z zachowanym pasmowym układem elewacji, łączącym przestrzeń okienną i międzyokienną wraz z zaokrąglonym narożnikiem w jeden ciąg. Poszczególne ulice dzielnicy otrzymały nazwy pochodzące od regionów kraju (Śląsk, Mazury, Tatry), albo też miast (Elbląg, Olsztyn). Ze względu na pewną izolację dzielnicy od śródmieścia zaplanowano tu budowę szpitala, teatru, kina. Inwestycji jednak nie zrealizowano. Głównym kompleksem jest tu z daleka widoczny kościół, klasztor oraz gimnazjum z liceum ojców Jezuitów, osiadłych w Gdyni w 1937 roku, wzniesiony na wysokości 60 m n.p.m. przy ulicy Tatrzańskiej 35.
Pod koniec II wojny światowej została zbudowana długa na ok. 300 metrów podziemna sztolnia przeciwlotnicza, znajdująca się między ul. Witomińską i ul. Olsztyńską.